# Manuel Rosas Sánchez
Manuel Rosas Sánchez (17 d'abril de 1912 - 20 de febrer de 1989) fou un futbolista mexicà.

## Selecció de Mèxic
Va formar part de l'equip mexicà a la Copa del Món de 1930.